# Jigsaw (band)
Jigsaw was een Britse popband.

## Bezetting
- Des Dyer[5] (zang, drums)
- Clive Scott[6] (zang, keyboards)
- Tony Campbell[7] (gitaar)
- Barrie Bernard[8] (basgitaar)
- Tony Britnell[9] (saxofoon)

## Geschiedenis
De band werd geformeerd in 1966 in het Britse West Midlands. Jigsaw bestond oorspronkelijk uit zes leden, die allen voorheen in andere bands hadden gespeeld. Tony Campbell en twee andere muzikanten waren bijvoorbeeld afkomstig van The Mighty Avengers en Barrie Bernard van Pinkerton's Assorted Colours, die allen reeds in de Britse hitlijsten succesvol waren.
Drie van de oprichters verlieten achtereenvolgens de band weer, naast Campbell en Bernard bleef nog Clive Scott. Des Dyer voegde zich als leadzanger en hoofdsongwriter bij de band, samen met Scott. Lange tijd bleef de band echter zonder groot succes. Ofschoon ze over de jaren een dozijn singles hadden uitgebracht, konden ze geen hit scoren.
In 1974 werd eindelijk een van hun singles een hit, weliswaar niet dankzij henzelf. Met coverversies van Who Do You Think You Are? plaatste Candlewick Green zich in de Britse (#21) en Bo Donaldson & the Heywoods in de Amerikaanse hitlijst (#15) . Al in het opvolgende jaar had Jigsaw de doorbraak. Ze namen de song Sky High op voor de Aziatisch-Australische kungfufilm The Man from Hongkong met onder andere Jimmy Wang Yu en George Lazenby. De song werd een top 10-hit in hun geboorteland. Ook in enkele verdere Europese landen bereikten ze de top 20. Nog meer succesvol was Jigsaw in Azië, Oceanië en ook de Verenigde Staten, waar ze topklasseringen haalden. Daar waren vervolgens ook het daarbij behorende album Sky High en enkele verdere songs succesvol.
Eind jaren 1970 verslapte het succes en begin jaren 1980 werd de band geleidelijk ontbonden. Scott en Dyer probeerden het in 1983 met de band Casablanca bij het Eurovisiesongfestival, maar werden in de inheemse voorronden slechts vierde. Twee jaar later probeerde Dyer het opnieuw als solist met de gezamenlijke compositie Energy, maar werd weer slechts vierde. Tot in de jaren 1990 werkten ze samen als auteurs voor onder andere Nicki French en Boyzone. Scott werkte ook lang samen met Ian Levine, voordat hij in 2009 overleed. Barry Bernard bleef eveneens in de muziekbusiness als deejay, terwijl Campbell zich terugtrok in het burgerlijke leven als kapper.
De song Sky High werd in 1995 door de zanger Newton nog een keer verheven tot een kleine hit in het Verenigd Koninkrijk. In de song New York City van ATC dient de intro uit de song als sample. Verder was het begin van de song van 1 oktober 1985 tot 22 mei 2016 de titelsong van het 'Schleswig-Holstein Magazin' van de tv-zender NDR.

## Discografie

### Singles
- 1968: Mister Job
- 1975: Sky High
- 1976: Love Fire
- 1976: Brand New Love Affair
- 1977: If I Have to Go Away
- 1977: Only When I'm Lonely

### Albums
- 1970: Leatherslade Farm
- 1972: Broken Hearted
- 1973: Aurora Borealis
- 1974: I've Seen the Film, I've Read the Book
- 1975: Sky High
- 1976: Journey Into Space
- 1977: Jigsaw
- 1980: Home Before Midnight